# ديفيد جي. غودمان
ديفيد جي. غودمان (بالإنجليزية: David G. Goodman) هو مؤرخ وكاتب أمريكي، ولد في 12 فبراير 1946 في ويسكونسن في الولايات المتحدة، وتوفي في 25 يوليو 2011.